# American College of Veterinary Surgeons
O American College of Veterinary Surgeons (ACVS) é a especialidade do conselho que define os padrões cirúrgicos de excelência para o campo da medicina veterinária, promove avanços na área cirúrgica e oferece o o que há de mais novo em programas cirúrgicos educacionais. A ACVS é responsável por supervisionar o treinamento, o exame e a constatação do certificado pelo conselho veterinário.

## História
O colégio foi fundado em 1965 e representa uma das 22 especialidades veterinárias organizações reconhecidas pela American Veterinary Medical Association (AVMA).  Em 2012 o exame de certificação da ACVS incluiu mais de 1,636 diplomados. Cerca de 70 médicos veterinários tornam-se diplomatas credenciais a cada ano. Mais de 60 por cento dos ACVS diplomados operam em  espaços particulares e oferecem especialidades de práticas que aceitam casos em uma base de referência de atenção primária profissional. O restante são principalmente empregados por instituições acadêmicas e no setor de ensino, conduzem a investigação, a prática em hospitais de ensino, e colaboram no desenvolvimento de novos produtos e tratamentos que melhoram a qualidade de veterinária e humana de cuidados da saúde.

## Conselho De certificação
O termo "ACVS Diplomata" refere-se a um veterinário que tenha sido certificado pelo conselho de veterinária e cirurgia. Um veterinário que tenha completado as exigências de certificação da ACVS é conhecido como um Diplomata do American College of Veterinary Surgeons e pode ser chamado de especialista em cirurgia veterinária.
Todos os veterinários licenciados podem realizar a cirurgia como parte de sua prática veterinária. Graduados em faculdades de veterinária credenciado pelo AVMA, são treinados nos fundamentos da medicina veterinária e da cirurgia. Muito da prática e da experiência é, em seguida, adquirida após a graduação. Como acontece com qualquer profissão, o nível de formação e o domínio de técnicas variam de acordo com cada indivíduo. O conhecimento e as habilidades necessárias para realizar procedimentos que não são ensinados ou dominados durante a típica veterinária educacional pode ser adquirido por estudo independente e pela prática, participando de educação continuada ou a conclusão de um programa de residência em um campo de prática da especialidade.
Existem vários colégios de especialidades, sob a égide da AVMA. O objetivo de colégios de especialidades é criar indivíduos com mais conhecimento em áreas definidas da medicina veterinária. Faculdades de Especialidades verificam e garatem que todos os membros cumprem os requisitos no que diz respeito à formação, conhecimento e habilidade. Um Diplomata do American College of Veterinary Surgeons que tenha concluído um programa de treinamento cirúrgico aprovado (normalmente uma residência de 3 anos ), reuniu-se a formação específica e o número de casos de requisitos, realizou-se pesquisas e teve seus resultados publicados, concluídos credenciados pela ACVS, e passou pelo exame rigoroso. Após a conclusão destes requisitos e certificação como um Diplomata da ACVS um veterinário pode ser considerado um veterinário especialista cirúrgico.

## Publicações
Veterinária Cirurgia, o Colégio oficial de periódicos científicos, é publicada mensalmente por Wiley Interscience. A ACVS Fundação, em colaboração com a Wiley-Blackwell, publicou uma série de livros intitulada Avanços em Cirurgia Veterinária.